# 리자 토마셰프스키
리자 토마셰프스키(독일어: Lisa Tomaschewsky, 1988년 7월 22일~)는 독일의 배우이다. 플레이보이 독일 2009년 2월호에 플레이메이트로 등장했다.

## 출연 작품
- 스페셜 스쿼드 (2018)